# Cartoon Network (Közép- és Kelet-Európa)
A Cartoon Network Közép- és Kelet-Európa (románul: CN Europa Centrală şi de Est, angolul CN Central & Eastern Europe) a Cartoon Network rajzfilmadó közép- és kelet-európai adásváltozata, amely Romániában, Magyarországon, Moldovában, Csehországban és Szlovákiában érhető el 2002. szeptember 30. óta. 1993. szeptember 17-től a helyi változat indulásáig még a tévéadó európai változatát lehetett fogni angolul. Hazánkban magyar és angol nyelven, néhány helyen csehül és románul is látható.

## Története

### Az 1990-es évek
Magyarországon első gyerektévéként, 1993. szeptember 17-én indult a csatorna. Ekkor még a Cartoon Network Európa adását lehetett fogni angol nyelven 6-22 óráig. 22 óra után a TNT-t lehetett fogni, szintén angolul. A ’90-es évek elején-közepén még csak műholdon lehetett fogni, ott viszont kódolatlanul. 1996-ban elindult a Magyar Televízión a Cartoon Network: Rajzfilmsztárok parádéja műsorblokk. A Magyar Narancs olvasói 1999-ben az év legjobb műholdas csatornájává választották a Cartoon Networköt.
1998. szeptember 1-jén közép-európai idő szerint délben a CN Európából kivált a lengyel piacra szánt adásváltozat (Magyarországon ezután is az európai változat volt fogható). Az adás sugárzása Varsóból történt napi 19 órában a következő műsorokkal: Scooby-Doo és a 13 szellem, Frédi és Béni, avagy a két kőkorszaki szaki, A Scooby-Doo-show, Scooby-Doo, merre vagy?, Tom és Jerry, Bolondos dallamok, Droopy, a mesterdetektív, Dini, a kis dinoszaurusz, Turpi úrfi, Flúgos futam, Tom és Jerry gyerekshow, A Jetson család, Maci Laci, Bolygó Kapitány új műsora, Dili Dolly kalandjai, Richie Rich, The Addams Family, Johnny Bravo, Boci és Pipi, Kétbalkezesek, Dexter laboratóriuma, Micsoda rajzfilm!, Süsü keselyűk, Vagány Johnny, Két buta kutya. Az adó első arculatai 1993-tól 1999-ig a "Pepita", 1999-től 2001-ig az "Erőmű" voltak. 1999-ben újabb sorozatokat mutattak be: Animánia, A Maszk, Én vagyok Menyus, Pindúr pandúrok, The Heathcliff and Dingbat Show, Beetlejuice, Ed, Edd és Eddy, Dumb és Dumber, A gimnázium fantomja, The Tidings. 1999-től kezdve a TNT helyett a TCM volt fogható a csatornával osztott műsoridőben.

### A 2000-es évek
2000 januárjában a TV2-n programblokként is megjelent a Cartoon Network néhány műsorral (például Turpi úrfi, Két buta kutya, Jaj, borzas brumi brancs!), természetesen magyarul. Ebben az évben újabb műsorok kerültek az adóra: Scooby-Doo és Scrappy-Doo, Kipper, The Tex Avery Show, Bátor, a gyáva kutya, Piri, Biri és Bori, Mona, a vámpír.
A csatorna 2001 végén ismét arculatot váltott. Az új arculat a "Négyzet" lett, mely a logóhoz hasonlóan fekete-fehér négyzeteken alapszik, vagyis egy sakktáblához hasonlít. Attól az évtől kezdve már napi 18 órában, 3-21-ig sugározta adását. 2001-ben bemutatott sorozatok a The Flintstone Comedy Show, a Hong Kong Phooey, a Bárány a nagyvárosban, A Görcs ikrek, az X-Men: Evolúció és a Batman of the Future voltak.
2002. szeptember 30-án elindult a csatorna magyar változata (a lengyel változat részeként), ekkor kezdődött meg műsorainak fokozatos szinkronizálása. 2002-ben tizenegy sorozatpremier volt: Barlangi kapitány és a tini angyalok, Scooby-Doo, a kölyökkutya, Időcsapat, Zord és Gonosz, Szamuráj Jack, Billy és Mandy kalandjai a kaszással, Gonosz Con Carne, Zűr az űrben, Cubix, Az igazság ligája. Abban az évben elindult a Toonami programblokk, melyben az akció műfajú rajzfilmsorozatokat különítették el a többi sorozattól. 2003-ban öt újabb sorozat került képernyőre: Mizújs, Scooby-Doo?, Jelszó: Kölök nem dedós, Ozzy és Drix, Chris Colorado, Csillagok háborúja: Klónok háborúja. 2003-ban a csatorna Animáció Generáció névvel rajzpályázatot hirdetett az Egyesült Államokban és a Dél-afrikai Köztársaságban. 2004 és 2006 között Magyarországon is meghirdették a pályázatot.
2004-től a Cartoon Network anyacége, a Turner Broadcasting System európai csatornáin a műsorokat digitalizálja és ily módon leváltották a hagyományos videokazettás rendszert. 2004 májusától elméletileg az összes műsor magyar és bár ez igaz, néhány sorozat egyes részeit magyar helyett román szinkronnal adják, Romániában pedig fordítva. Abban az évben is öt premier volt: Mucha Lucha, Lovag és az univerzum védelmezői, Szuperdod kalandjai, A párbaj mesterei, Transformers: Energon. 2005-től kezdve magyar reklámokat sugároz a csatorna, addig a reklámok lengyelek voltak, reklámidőt 2011-ig az R-time értékesítette. Abban az évben a következő sorozatokat mutatták be: Tini titánok, Megas XLR, Fosterék háza képzeletbeli barátoknak, Űrkedvencek, Hi Hi Puffy AmiYumi, Atom Betty, Transformers: Cybertron, B-Daman, László tábor, Juniper Lee.
2006. április 20-án a CN logót változtatott és átesett a harmadik arculatváltásán. Az új arculat a "Város" lett, az Animal Logic tervezte. 2006-ban a következő sorozatok kerültek először a csatorna műsorára: Saolin leszámolás, Robotboy, Az igazság ligája: Határok nélkül, Bernard, Ben 10, Az osztálytársam egy majom. Abban az évben jelent meg először a magyar Cartoon Network Magazin és indultak a csatorna honlapjai, a CartoonNetwork.hu és a CartoonNetwork.ro. 2006-ban megszűnt a Toonami műsorblokk. Ettől fogva az akciórajzfilmek nincsenek elkülönítve a többi sorozattól. Akkortájt több klasszikus rajzfilm átköltözött a régiónkban 2005. június 5-én indult Boomerang-ra. 2007-ben Lengyelország saját adást kapott. Ezen évben újabb műsorok kerültek a csatornára: Shaun, a bárány, Johnny Test, Mókus fiú, Bozont és Scooby-Doo, A csodálatos Adrenalini fivérek, Fantasztikus Négyes, 3000 osztálya, Viharsólymok valamint a Kém a családban, amely az első élőszereplős sorozat a csatornán. 2008-ban nyolc sorozat került bemutatásra: George a dzsungelben, Chowder, Skunk Fu – Balhé a völgyben, Chop Socky Chooks, Totál Dráma Sziget, Aktuális csízió, Mit rejt Jimmy koponyája?, Sarah Jane kalandjai. Az utóbbi három élőszereplős. Abban az évben, májusban a román Cartoon Network Magazint (Revista Cartoon Network) is elkezdték kiadni.
2009. április 14-én a CN ismét arculatot váltott, de a logó maradt. Az új arculat a "Nyíl" lett, melyet a Stardust stúdió tervezett. Abban az évben a következő műsorszámok kerültek premierre: Bakugan, Star Wars: A klónok háborúja, Nyomi szerencsétlen utazásai, Ben 10 és az idegen erők, Szombaték titkos világa, Casper az Ijesztő Iskolában, Totál Dráma Akció, Kedvenc Ed és egy újabb élőszereplős sorozat, a Kémsuli. 2009. október 2-ától a napi műsoridő 15 órára csökkent (6-tól 21-ig tartott adás).

### A 2010-es évek
2010. november 26-án a hatodik, a "CHECK it." (sokak a többféle verzió miatt már "CHECK it 1.0"-nak nevezik) arculat lépett életbe, melyet a Brand New School grafikai stúdió tervezett. 2010-ben a következő hat sorozatot mutatták be: Batman: A bátor és a vakmerő, Bakugan: Új Vestroia, Hero 108, Totál Dráma Világturné, Angelo rulez, Cartoon Network Dance Club.
2011 elején kiküszöbölték a reklámmegszakadási hibát. Korábban ugyanis – mivel Magyarország egy adást néz Romániával (még korábban Lengyelországgal is) – a reklámokat kép- és hangsávokkal választották szét országok szerint, előfordult, hogy az ajánlók félbeszakadtak a rosszkor történő sávleválasztás miatt. 2011-ben volt a legtöbb sorozatbemutató: Generátor Rex, Ben 10: Ultimate Alien, Bakugan: A gundaliai megszállók, Lego: Hero Factory, Kalandra fel!, Scooby-Doo: Rejtélyek nyomában, Eliot Kid, Beyblade: Metal Fusion, Szimbionikus titán, Gumball csodálatos világa, Parkműsor, A Garfield-show, valamint a Cartoon Network első vetélkedője magyar szereplőkkel, a Ben 10: A legnagyobb kihívás.
2012-től 2014-ig számos klasszikus visszatért, e törekvésre jó példa a Nyári humorfesztivál című műsorblokk. 2012. május 28-ától július 2-áig az arculat a labdarúgó-Európa-bajnokság alkalmából átmenetileg a "CHECK it." átalakításával megváltozott focistílusúra és focitrükköket adtak a műsorok között, és kezdetét vette a Cartoon Network Aranylabda Bajnokság. 2012. május 30-án elindult a román és magyar Cartoon Network Facebook-oldal, június 20-án a magyar YouTube-csatorna is. 2012-ben a következő sorozatokat mutatta be a csatorna: Újabb bolondos dallamok, Transformers: Prime, Bakugan: Mechtanium kitörés, Redakai, Totál Dráma: A sziget fellázad, Villámmacskák, Inazuma Eleven, Gémerek, Az igazság ifjú ligája, Beyblade: Metal Masters, Ben 10: Omniverzum, Zöld Lámpás.
2013-ban a Sárkányok, a Gormiti Nature Unleashed és a Cartoon Network Fociakadémia voltak premieren. 2014-től az ajánlókat a "CHECK it. 3.0" arculat dizájnjával sugározták. Abban az évben a következőket mutatták be: Mixelek, Tini titánok, harcra fel!, Totál Dráma: All-Stars, Saolin krónikák, Nagyfater bátyó, Steven Universe, Dr. Dimenzi-naci, Clarence, Totál Dráma: Indián-sziget. Az év júliusában elindult az Instagram-oldal. 2015-ben is érkeztek új sorozatok: Lego Ninjago: A Spinjitzu mesterei, Transformers: Robots in Disguise, Túl a kerítésen. Medvetesók, Lego Nexo Knights. 2015. április 1-jén a csatorna egész Magyarországon bevezette a 24 órás, eleinte 21 órától reklámmentes műsorszórást, a magyarul sosem sugárzott TCM kivonult a magyar piacról. Október 6-án a TCM Romániában is megszűnt, így egyes romániai szolgáltatóknál helyi idő szerint 22 és 7 óra között a TNT-t lehet fogni. Decemberben a csatorna néhány identjét újraszinkronizálta. 2016-ban került sor a Totál Dráma: Versengés a föld körül, a Zöldfülűek bevetésen, a Cartoon Network-nyomkövetők, a Pindúr pandúrok (2016), A Nagy Cartoon Network-show, a Yo-kai őrzők, a Hiro, a cseregyerek, a Ben 10 (2016), a Királyok hétköznapjai premierjére. 2016. augusztus 8-án a csatorna átváltott a "CHECK it. 4.0" arculatra. 2017-ben debütált a Beat Monsters, a Justice League Action, a Bűvös varázskardok, a DC Super Hero Girls: Tini Szuperhősök, A Happó család, a Derült égből fasírt és az OK K.O.! Legyünk hősök!. 2017 nyarától a csatorna csehül is elérhetővé vált, valamint az ajánlók során – a magyar (.hu) és román (.ro) mellett – a cseh weboldal (.cz) is kiírásra került. 2018-ban került sor A daliás Ivandoe herceg kalandjai, a Csoda Kitty, a Ben 10: Újabb kihívás, az Alma és Hagyma, a Toony Tube, a Vadócok, a Transformers: Cyberverse, és a Bűbájtábor voltak premieren. 2018. október 11-én a csatorna 16:9-es képarányra váltott, ez volt az utolsó előtti olyan csatorna Magyarországon, amely leváltotta az elavult 4:3-as képarányt. 2019-ben is érkeztek új sorozatok: Bakugan: Battle Planet, Egy újabb hét a Cartoonon, DC Super Hero Girls, Victor és Valentino és Totál Drámaráma.

### A 2020-as évek
2020-ban mutatták be: Power Players, Mao-Mao, Villámmacskák akcióban és A Gombik!. 2021-ben debütált a Tom és Jerry-show, Elliott, a földlakó, Mr. Magoo, Grizzy és a lemmingek, Szörny-öböl, Steven Universe: Az új világ, Bonbon és Bentley és Jellystone!. 2022-ben érkezett: Tapsi Hapsi és barátai, Macitesók, Aquaman: Atlantisz királya, Mr. Bean. 2023-ban ezek a sorozatok érkeztek: Jáde mester, Batwheels: a kezdet, Csak lazán, Scooby-Doo!, Bakugan, Ninjago: Sárkányok birodalma, LEGO Dreamzzz
A továbbiakban ezek az új sorozatok várhatók: Goat Girl, Team Toon, és továbbiak.

## Műsorok
Az adó indulásától kezdve ad vígjáték, akció, kaland műfajú rajzfilmeket és még sok másféle produkciót. 2007-ig néhány mozifilmen kívül csak rajzfilmeket vetített, de attól az évtől kezdve élőszereplős sorozatokat is sugároz. A Cartoon Network többségében fő-anyacége, a Time Warner leányvállalatai (például: Warner Bros., Hanna-Barbera) készítette műsorokat és a saját produkcióit (Cartoon Network Studios) adja. Ezenkívül még vásárolt sorozatokat is sugároz, például Teletoon-produkciókat. A zömében amerikai rajzfilmeken kívül adnak még európaiakat és japánokat is. A műsorok szinkronjait maga a Cartoon Network anyavállalata rendeli meg, de sok régebbi sorozat magyar változatát más csatornák megbízásából készítették el a szinkronstúdiók. A CN-ről lekerült sorozatokból sokat átvett az adó testvéradója, a Boomerang.
A műsorstruktúrában 2002 óta szerepeltek műsorblokkok. 2002. szeptember 3-án indult a Cartoon Network Mozi, amely minden adásában egy filmet vagy egy különkiadást mutatott be. Magyarországon ez volt a legidősebb blokk a csatornán. A CN Mozi magyar idő szerint hétvégenként 9.00-kor és 16.50-kor került adásba. A délelőtti időpontban vasárnap az előző esti, szombaton az előző vasárnap esti adást ismételték. A blokk 2021-ben szűnt meg.
Rá két hónapra, 2002. november 4-én elindult a Toonami is. Ebben a programblokkban különítették el az akciórajzfilmeket. Eleinte csak hétvégén volt és hétköznap esténként, de 2005-től már hétköznap reggelente is adták. 2006. szeptember 3-án megszűnt. Azóta az akciórajzfilmek nincsenek elkülönítve a többi sorozattól.
2010 novemberében indult a Cartoon Toon Toon, melyben a rajzfilmek dupla részeit sugározzák hétköznapokon. Egy (100 perces) adásban kétféle rajzfilmsorozat kap helyet, dupla részekkel. 2018 januárjában megszűnt.
A Cartoon Network az adásidejét nagyrészt 25 perces blokkokra osztja fel (korábban félórásokra), amelybe egy körülbelül huszonkét perces, két tizenegy perces vagy három hét perces rész kerül egy-egy műsorból. Ez attól függ, hogy az adott műsorból milyen hosszúságú epizódokat gyártottak. Az új részek közben a logó fölött egy fehér téglalap van egy rózsaszín „NEW” felirattal. A felirat korábban fekete, a téglalap pedig sárga volt, s újabban nincs animáció, mint a régiben, csak amikor kezdődik vagy vége a premiernek.

## Vétel
A Cartoon Network Közép- és Kelet-Európa Magyarországon elérhető a One, a Direct One, a Parisat, kínálatában, valamint több kisebb szolgáltatónál. Korábban a Magyar Telekomnál is fogható volt, de 2011-ben a szolgáltató kivette a csatornát a kínálatából a Boomeranggal együtt, helyén a Megamax vált elérhetővé. Ezt a lépést az adó reklámozta is, és ajánlotta a nézőknek a lehetőséget, hogy ha továbbra is szeretnék nézni az adót, váltsanak szolgáltatót. Azóta a két csatorna visszakerült a Magyar Telekom kínálatába 2014-ben.
Romániában megtalálható a Román Telekom, az RCS & RDS, a Focus Sat és a Vodafone csomagjaiban. Moldovában a Moldtelecom kínálatában szerepel, ahol lehet magyarul is nézni. Csehországban a FreeSAT szolgáltatónál fizethető elő. Az adó mindhárom országban kódoltan fogható.
A Közép-Európai műsorszórásban többször is történt probléma, szolgáltatótól függetlenül. A nyelvek keveredtek különböző műsorok esetén. 2017 folyamán tömörített (pixeles) kép és tompa hangfolyamot sugároztak (One).

## Nézettség
A Cartoon Network indulása óta Magyarország első öt legnézettebb gyerektévéje között van. Egy 2007-ben közzétett éves nézettségstatisztikából kiderül, hogy abban az évben a teljes lakosság körében tizedik legnézettebb adó (1,6%-kal), a 18 és 49 év közti lakosság körében pedig a 17. legnézettebb. 2011 végén, kilenc hét mérése alapján a legnézettebb gyerekcsatorna lett a 4 és 14 év közötti lakosság körében. Akkor a két legnézettebb műsora a Saolin leszámolás és a Kalandra fel! volt.
Az egyes műsorszámok részletes nézettségét 2009. március 1-jétől mérik Magyarországon.
2012-ben a csatorna Magyarországon 1,7 millió nézővel rendelkezik és a nézők 35%-a felnőtt. A Cartoon Network Magyarországon 2009 áprilisa és 2012 januárja közt folyamatosan vezetett nézettségben a 4–14 éves fiúk körében.
Romániában az éves nézettség átlagosan 1,45% volt a teljes lakosságnál 2011-ben és 1,42% 2012-ben.

## További adatok
A reklámszüneteknél a magyar, cseh és román kereskedelmi reklámok miatt sávleválasztást alkalmaz a csatorna, így pár perc erejéig külön adást láthat Magyarország, Románia, Moldova, Csehország és Szlovákia. Létezik egy olyan verzió is, ahol ezt mellőzik, a magyar hangsávnál pedig beszédmentesítik a hirdetéseket. Ezt a változatot jelenleg csak a műholdas Digi és további romániai szolgáltatók továbbítják.
Magyarországon a csatorna reklámértékesítését kezdetben az RTL Saleshouse kereskedőház koordinálta 2005 szeptemberétől 2011. december 31-ig, azután 2012. február 4-től 2019. december 31-ig az Atmedia vette át a feladatot. 2020. január 1-én a csatorna visszatért az előző kereskedőházához, ahol újabb három évet kötött ki. 2024. január 1-től négy év kihagyás után ismét az Atmedia látja el a reklámértékesítési feladatokat.  A csatorna kommunikációs feladatait korábban a Grayling Hungary látta el. Bár a csatorna anyavállalatának, a Turner Broadcasting Systemnek 2008 óta van budapesti és bukaresti irodája, a műsort Münchenben állítják össze.
A csatorna indulásától 2016 novemberéig a 4:3-as képarányt használta és műsorait hagyományos felbontással sugározta. A szélesvászonra (16:9-es képaránnyal) készült műsorokat is ugyanígy adták, de az alsó és felső fekete sávok helyett (letterbox) a kép jobb és bal oldalát vágták (pan and scan) vagy a 14:9-es képet tették be a 4:3-as képarányba, vékony, fekete csíkokkal. 2016 novemberétől a műsorok 16:9-es felbontásban futnak, a fekete sávok megmaradtak. 2018. október 11-től a csatorna hivatalosan is átváltott 16:9-es képarányra. Korhatár-besorolást nem alkalmaznak, az összes műsor korhatárra tekintet nélkül megtekinthető. A csatorna korábban a brit, 2021 januárja óta a cseh médiahatóság alá tartozik.
A magyar csatornahangok a csatorna indulásakor többek között Heckenast László, Stohl András és Tóth Anita voltak, 2010-ben Bogdányi Titanilla lett a station voice, jelenleg Haagen Imre (aki a társcsatornának, a Boomerangnak a csatornahangja is), az ajánlókban és az inzertekben pedig közreműködött Dózsa Zoltán, Pálmai Szabolcs, Hamvas Dániel, Moser Károly, Czető Roland, Zöld Csaba, Kapácsy Miklós, Dányi Krisztián, Endrédi Máté, Berkes Bence és Kossuth Gábor.

## Egyéb platformok

### Honlap
2006-ban indult el a magyar honlapja a Cartoon Networknek, a lengyel és román változat mellett. Az oldalakon megtalálhatóak voltak a csatorna sorozatainak ismertetői (miniwebhelyei), játékok, videók, kvízek, valamint letölthető háttérképek is. Az oldalak a szavazások és a nyereményjátékok színhelyei is voltak. A magyar honlapot 2009-ben havonta átlagosan 250 ezren látogatták és ötmillió volt az oldalletöltések száma, ezzel az egyik leglátogatottabb oldal volt a 4–14 éves magyarok körében. 2014 júliusában megújult a honlap, végül 2024 novemberében szűnt meg.

### Magazin
A Cartoon Network Magazin a csatornát kísérő havonta, később kéthavonta megjelenő, magyar folyóirat volt. Első száma 2006 novemberében jelent meg. Ekkor még havilap volt. Többnyire képregények, rejtvények és az új sorozatok leírása volt benne. 2012-től azonban tévéműsorral is jelentkezett. Az újság minden korai lapszámához ajándékokat adtak. A Cartoon Network Magazin tulajdonosa Magyarországon az M&C Kft. volt, ekkoriban összesen 48 szám jelent meg, az utolsó szám 2010 októberében. Egy hónap kihagyás után 2010 decembere óta ismét megjelent, mivel a Cartoon Network Magazin kiadását átvette az Egmont Kiadó. 2012 májusában vált kéthavi lappá. 2014-ben megszűnt.
A román változatnak is van saját magazinja (Revista Cartoon Network), amely először 2008 májusában jelent meg.